# ایشتوان ایبن
ایشتوان اِیبن (مجاری: István Eiben؛ ۲۱ سپتامبر ۱۹۰۲ – ۲۳ اکتبر ۱۹۵۸) فیلم‌بردار اهل مجارستان بود.
وی همچنین برندهٔ جوایزی همچون جایزه کشوت شده‌است.

## گزیدهٔ آثار
- یک لیوان آبجو (۱۹۵۵)
- نقاب آبی (۱۹۴۳)
- شبی در ترانسیلوانی (۱۹۴۱)
- شماره ۱۱۱ (۱۹۳۸)
- مادر (۱۹۳۷)
- شماره ۱۱۱ (۱۹۱۹)
- الیور توئیست (۱۹۱۹)